# Yadigar Muhammad Khan
Yadigar Muhammad Khan (Yadegar Mokhammad, tatar: Yädegär Möxämmäd, Yädkär, Yädegär) fou el darrer kan de Kazan (1552).
Quan Shah Ali va caure en mans dels russos, el príncep Simeó Mikulinski va informar als tàtars que havia estat deposat segon el desig de la majoria dels notables i que ja podien jurar fidelitat a Rússia. Els tàtars van enviar a Sviask als prínceps Chabkun i Bumak, que s'havien sotmès als russos i van tornar amb oficials russos que van prendre el jurament de fidelitat i van preparar el camí al governador i les forces d'ocupació. L'esposa de Shah Ali fou enviada a Sviask i Mikulsinki convidat a Kazan; però només arribar va esclatar una revolta contra els russos incitada pels notables nacionalistes que va fer córrer el rumor que venien a matar a tothom; les portes foren tancades i no hi va haver manera de controlar la situació. Mikulinski amb la seva petita escorta es va dirigir a una porta, que estava tancada i va veure als tàtars en posició de defensa a les muralles. Alguns líders tàtars van demanar inútilment prudència. Els rebels van posar al front a Chabkun, que havia canviat de bàndol i els generals russos van retornar a Sviask.
El març de 1552 la situació fou coneguda a Moscou i el tsar va ordenar al seu cunyat Daniel Romanovitx anat a Sviask i a Shah Ali a Kassímov i va declarar que s'havia acabat el temps per Kazan. Tropes russes foren enviades a Nijni Nóvgorod, Murom, i altres llocs. L'escorbut va fer moltes baixes a les files russes i mentre els tatars van reduir al txuvatxos, xeremissos i morduins i van fer ràtzies contra els ramats russos; diversos destacaments russos foren aniquilats. Llavors els rebels van oferir el tron de Kazan a Yadigar o Yadigar Muhammad, fill de Qasim II d'Astracan que havia participat en les campanyes de 1549 i 1550 contra Kazan, però després havia anat a viure amb els nogais que l'havien enviat a Kazan amb 500 guerres. Yadigar per alguna raó havia esdevingut un ferotge antirus.
Els tàtars van fer un atac de diversió contra Tula però sense èxit i els russos seguien concentrant les seves forces. L'exèrcit rus va arribar a Sviask el 13 d'agost amb Ivan IV al capdavant. Un consell va decidir enviar un avís a Kazan de rendir-se i estalviar la sang. Shah Ali va escriure a Yadigar, que era de la mateixa família, garantint el favor del tsar si es rendia. El 19 d'agost Ivan acampava al Volga i Shah Ali ocupava l'Illa dels Estrangers; a causa de pluges torrencials el país era un fangar i la primera tasca fou restaurar les rutes. Un desertor tàtar, un mirza de nom Kamai, va informar que Yadigar, i els caps Imaum, Isenek Nogai, Chabkuni Atalik, Islam, Aliki Narikof, Kebek Tumenski i Derwish dirigien la revolta i que havien aixecat de tal manera al poble que no hi havia ningú partidari de la pau; que la fortalesa estava ben abastida d'aliments i municions i defensada per 30.000 tàtars i 2.700 nogais, a part un cos de cavalleria sota el príncep Yapancha que ocupava la plana d'Arsk des d'on feia atac a les posicions russes. Una divisió russa va ocupar llavors la plana d'Arsk, una altra la riba del Kazanka i una tercera al darrere d'aquest riu, mentre Shah Ali se situava darrere Bulaka.
El mati es va iniciar la lluita. L'exèrcit del tsar va avançar. A Kazan hi havia un silencia sepulcral que va fer pensar que havia estat evacuada, però en arribar a un punt els russos els tàtars van caure sobre els russos que no van poder resistir tan inesperat atac i van fugir en desordre; els reforços russos van salvar a l'exèrcit i van forçar la retirada dels tàtars altre cop cap a les muralles. Els russos van haver d'iniciar el setge; el primer dia a la nit una turmenta extraordinària va destruir el campaments dels assetjants i els vaixells amb provisions. Altres tsars haurien ordenat la retirada però Ivan no en tenia cap intenció; va fer portar més provisions i bagatges de Sviask i Moscou i va declarar que estaria a les muralles de Kazan fins que el temps li permetés la conquesta. Els tàtars feien sortides dia i nit que no donaven respir als russos. A mesura que els dies van passar els defensors van anar perdent força, en part per les baixes produïdes i d'altra banda per l'efecte a la moral; els presoners tàtars foren lligats a estaques a la vora de les muralles per demanar als defensors de rendir-se, però aquestos el que van fer fou disparar les seves fletxes contra els presoners perquè era millor morir de mans de creients que d'infidels. Aquest acte de fanatisme va impressionar als russos.
Arsk fou conquerida a l'assalt després de ferotge resistència però des de llavors unes pluges mai vistes, que mai s'havien produït a l'època, van caure damunt dels ocupants i fins i tot els experimentats generals ho van considerar una intervenció del diable i es van enviar missatgers a Moscou demanant la intervenció d'una creu sagrada anomenada Creu dels tsars, que fou portada al lloc i rebuda amb solemnitat. Les pluges van passar lògicament i els soldats van recuperar la confiança que havien perdut quan pensaven que lluitaven contra dimonis i mags.
Kazan fou atacada amb artilleria posada sobre una torre mòbil, que fou molt efectiva mercès als consells d'un escocès al servei del tsar; els canons van malmetre les fortificacions i Ivan va enviar una vegada més un missatge exigint la rendició i concedint el dret de poder marxar i establir-se amb les seves famílies al lloc que volguessin, però no hi va haver res a fer i els mosquetons tàtars des de les muralles van causar moltes baixes. Però els russos anaven reforçant-se, les defenses de la ciutat cada dia estaven més damnades i les baixes tàrtares eren un degoteig constant (ja havien mort uns deu mil). En un descuit dels russos, una sortida dels tàtars els va permetre apoderar-se de la torre d'artilleria mòbil que els russos van intentar recuperar, ja que la seva pèrdua suposava que haurien d'aixecar el setge. Atacats per un nombre tres vegades superiors el tàtars van resistir però finalment van ser superats i van perdre les torres.
El russos havien començar a construir mines per sota les muralles, especialment prop de la porta d'Arsk on estava el quarter general tàtar; finalment Ivan va donar l'orde de volar la mina. Hi va haver un moment de desconcert entre els tàtars que els russos van aprofitar per entrar per aquella zona però els tàtars van reaccionar i els van acabar expulsant excepte d'una torre on va resistir el príncep Vorotinsky. L'endemà Ivan va ordenar l'assalt general que va tenir una sèrie de preparatius i es va iniciar a la matinada del 2 d'octubre de 1552 i després d'ùn moment en què els tàtars van estar a punt de rebutjar als atacants, la lluita va seguir i unes hores després la ciutat estava en mans dels russos. El foc s'estenia per diversos punts i els russos van començar el saqueig i els que no havien mort, civils o militars eren massacrats; milers de cossos cobrien la ciutat entre els quals molts cortesans del kan; aquest fou fet presoner amb la seva família i enviat a Rússia. El 3 d'octubre els morts foren enterrats i la ciutat netejada i el dia 4 el tsar va fer entrada solemne. El príncep Alexandre Shuiski fou nomenat governador i s'hi va establir una guarnició.
Yadigar es va convertir al cristianisme i va agafar el nom de Simeó Kasayevich. Va viure a Moscou com un noble rus fins a la seva mort el 1565.
| Precedit per: Utamish Khan | Khan de Kazan 1552 | Succeït per: Ivan el Terrible (com a tsar de Kazan) (el kanat fou absorbit per l'imperi rus) |